# Vertigen posicional paroxístic benigne
El vertigen posicional paroxístic benigne o vertigen posicional paroxismal benigne és un vertigen que apareix (i remet ràpidament) amb els canvis bruscs de posició del cap (tirar el cap endarrere, aixecar-se d'una cadira).

## Etiologia
És conseqüència d'una cupulolitiasi, per tant de l'afectació dels conductes semicirculars de l'orella interna.

## Epidemiologia
És freqüent en les persones grans.

## Diagnòstic
Per la història referida pel pacient, i pot ser d'utilitat la prova de Dix-Hallpike.

## Tractament
Maniobra d'Epley